# Colossos de Coptos
Els Colossos de Coptos són unes grans estàtues que representen a Min, de pedra calcària, trobades per Petrie al temple de la ciutat de Coptos (Koptos) el 1894. Representen al deu Min (a la ciutat de Coptos Min era l'espòs de la deessa Isis), dret i amb el penis erecte i estaven al temple de la ciutat. Només una part està conservada i estan al Museu d'Antiguitats Egípcies del Caire i un cap a Òxford. Té gravats alguns signes que han estat identificats com a noms de sobirans cada un dels quals els feia gravar allí, i com que el darrer fou Narmer, se suposa que les estàtues són anteriors a la seva època. Basant-se en aquestos signes i els d'altres llocs, Dreyer va establir una possible llista dinàstica anterior a Narmer.